# Andrew Cunanan

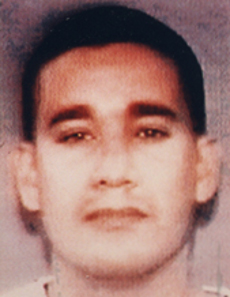
Andrew Cunanan

Andrew Philip Cunanan (National City, 31 augustus 1969 – Miami, 23 juli 1997) was een Amerikaanse seriemoordenaar die onder andere modeontwerper Gianni Versace vermoordde. In totaal pleegde hij vijf moorden. Vanwege zijn werkwijze wordt Cunanan ook wel tot de categorie spree killers gerekend.

## Moorden
- Cunanans eerste moord was, voor zover bekend, die op zijn vriend Jeffrey Trail op 27 april 1997. Hij sloeg Trail de hersenen in met een hamer. Twee dagen later werd vervolgens het lijk van David Madson met schotwonden aan het hoofd gevonden aan het Rush Lake. Aangezien het lichaam van Trail werd aangetroffen in de woning van Madson, die het lichaam had helpen verbergen,  vermoedde de politie op dat moment al een verband. Cunanan had bovendien zijn rugzak laten liggen in de woning, waardoor de onderzoekers een naam hadden.
- Cunanans volgende twee slachtoffers vielen wederom in een relatief korte periode na elkaar. Lee Miglin (72) stierf op 3 mei 1997 aan steekwonden en een doorgezaagde keel, William Reese (45) werd zes dagen daarna doodgeschoten. Dit leverde Cunanan vanaf 12 juni 1997 een plaats op de Most Wanted-lijst van voortvluchtigen van de FBI op.
- Cunanan hield zich rustig tot 15 juli 1997, toen hij Versace voor de deur van zijn huis in Miami Beach doodde met twee schoten in het hoofd.

## Zelfmoord

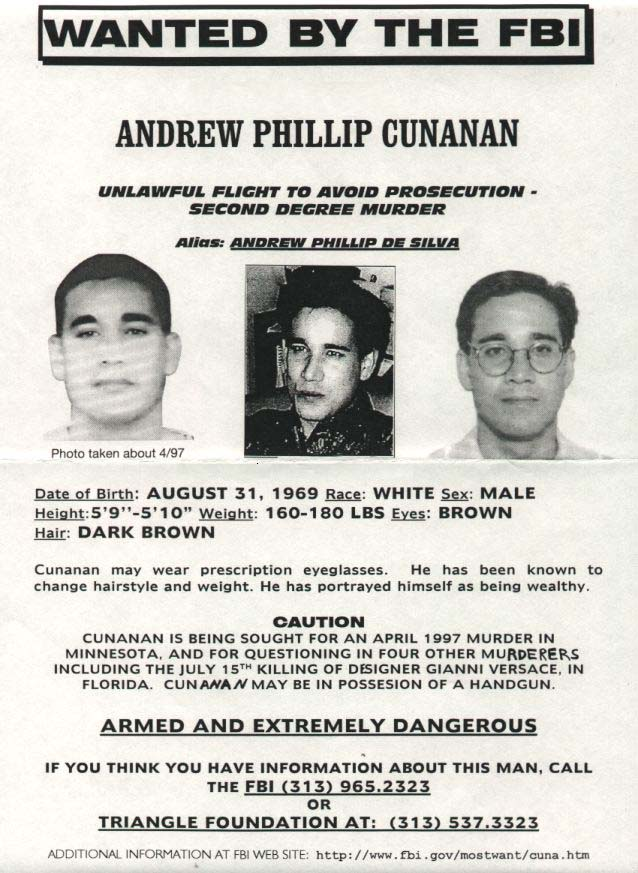

Met de autoriteiten inmiddels op zijn hielen, pleegde Cunanan op 23 juli 1997 schijnbaar liever zelfmoord dan dat hij gepakt werd. In een woonboot in Miami schoot hij zichzelf door het hoofd.

## In de media

### Podcasts
De podcastserie ‘Last podcast on the left’ heeft een driedelige serie podcasts aan Andrew Cunanan gewijd. (2023)

### Boeken
- Death at Every Stop (1997) - Wensley Clarkson
- Vulgar Favors (1999) - Maureen Orth
- Three Month Fever (1999) - Gary Indiana

### Televisie
- Biography - Andrew Cunanan (een televisieserie van A&E Television Network met elke aflevering een biografie van een opmerkelijk persoon)
- American Crime Story: The Assassination of Gianni Versace (een miniserie van FX)